# Hellín
Hellín egy város Kasztília-La Mancha autonóm közösség délnyugati végében Murcia és Cartagena irányában, a Mundo és Segura találkozása közelében. 2013-ban 31.029 lakosa volt.
Neve a római kori Ilunum település nevéből származik amely a Via Cartagenán Miacum-Titulcia és Cartago Nova között az egyik legfontosabb település volt, de korábban az ibér kontesztániak is itt éltek. A keresztény időkből pedig kulturálisan leginkább a szenthéti tamboradáról ismert.

## Földrajz
Hellín legfontosabb tulajdonsága, hogy a Mundo és a Segura találkozása közelében fekszik. Délről a Segura-hegység határolja. Átlagos magassága a tengerszint felett 578 méter.

### Folyók
A járás folyói a Segura és a Mundo. Az előbbi Murcia régió határfolyója.

### Természeti környezet

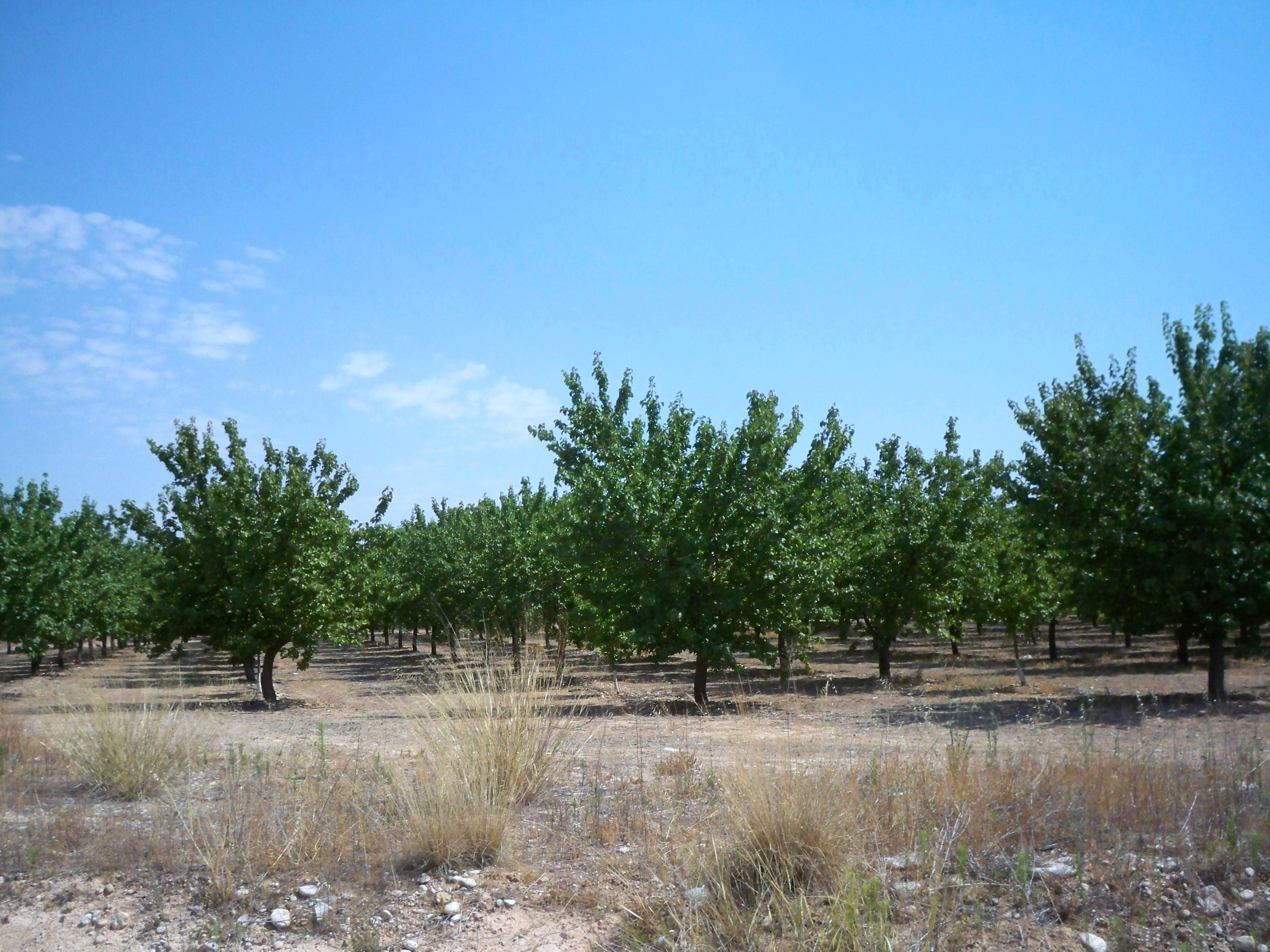
Sárgabarackos Hellín járás Isso településén.

Hellín természeti látnivalói többek között:
- A Cancarix-i vulkanikus kúp
- Issói arborétum, az egyik legnagyobb biodiverzitású spanyol környék, több, mint 200 faj látható itt.

## Történet
Hagyományosan Hellín Murciához tartozott, végül a 19. századtól került alapvetően a mai Kasztília-La Mancha alá.

### Leletek
Hellín városában és környékén páratlanul gazdag leletanyag van, az őskori, 20.000 évnél (utolsó eljegesedési maximum) fiatalabb minatedai leletektől, a város 4 évszakát ábrázoló római mozaikokon és fennmaradt termálfürdő leleteken át a vizigót bazilikáig.
A várostól délnyugatra található Minateda, melynek őskori barlangrajz és egyéb leleteit 1922-ben fedezték fel és már a világörökség része.

### Minateda
Hellín környékének legfontosabb, legkülönlegesebb látnivalója az őskori kőművészeti lelet Minateda és környékén. Az legelső leleteket 1914 májusában Juan Jimenes Llamas találta.
A legjelentősebb lelet az Abrigo Grande de Minateda, a holocén kezdetétől több, mint 400 gyönyörű képet tartalmaz nem csak a hitvilágról, hanem a korai mindennapi, akár mezőgazdasági életről számos, az expresszionizmusban vagy az avantgárd festészetben visszaköszönő stílusjeggyel a gesztustól az akciófestészetig. 1998-tók a világörökség része.

## Jelképek

### Zászló
Kék és fehér vízszintes sávokra osztott zászló középen a kis címerrel.

## Turizmus

### Látnivalók
- A Casa de los Salazar, mely a Szent Ferenc téren áll a szenthéti Hellíni tamborada egyik fő kiindulópontja.
- A Kulturális Központ alapjait egyedülálló módon egy XVII. századi épület képezi.

### Múzeumok
A főbb múzeumok többek között:
- Hellín archeológiai múzeuma
- Picornell művészeti múzeum

## Gazdaság
Főleg mezőgazdasági terület. A gabonafélék között jellegzetes itt az eszpartófű (spanyolul más néven: atocha) és különleges a hellíni sárgabarack.
A mezőgazdaság a kézműiparhoz és az élelmiszeriparhoz is hozzájárul, a környék gasztronómiai különlegességei is nagyrészt rizsre és más gabonafélékre épülnek, e mellett az édesipar is jelentős. A közeli hegyekben némi szénkitermelés is hozzájárul a terület gazdaságához.

## Közlekedés

### Utak
- A-30 - A Murciába tartó út.
- N-301 Madrid–Cartagena.
- CM-313 Az Alcaraz-hegység és Andalúzia felé.
- A-47 A Segura-hegység.

### Vonat
A város a Madrid-Cartagena és Albacete-Murcia vonalon fekszik.

## Testvérvárosok
- Paysandú,  Uruguay[2]

## Népesség
A település lakosságának változását az alábbi diagram mutatja:
| Lakosok száma | 27 609 | 29 303 | 30 024 | 30 976 | 31 199 | 30 862 | 30 419 | 30 306 | 30 427 | 30 812 |
|               | 2001   | 2004   | 2006   | 2009   | 2011   | 2014   | 2016   | 2019   | 2021   | 2024   |